# Lene Hara
Lene Hara (Léné Ara) ist eine Kalksteinhöhle nahe dem Ort Tutuala, an der Ostspitze Osttimors.

## Aussehen
Lene Hara ist eine große, offene, ausgewaschene Höhle, die sich auf einer aus dem Meer emporgehobene Terrasse aus Korallenkalkstein befindet. Sie hat einen elliptischen Querschnitt und öffnet sich nach Osten, wo sich vor allem herabgefallene Felsen unterhalb der Oberkante der Höhle befinden. Sedimente sind weit verbreitet, wobei die heutige Oberfläche im Allgemeinen nach Norden/Nordosten abfällt, während auch Speläothemformationen, einschließlich Fließsteinböden und großer Stalagmiten und Säulen, vorhanden sind.

In der Höhle
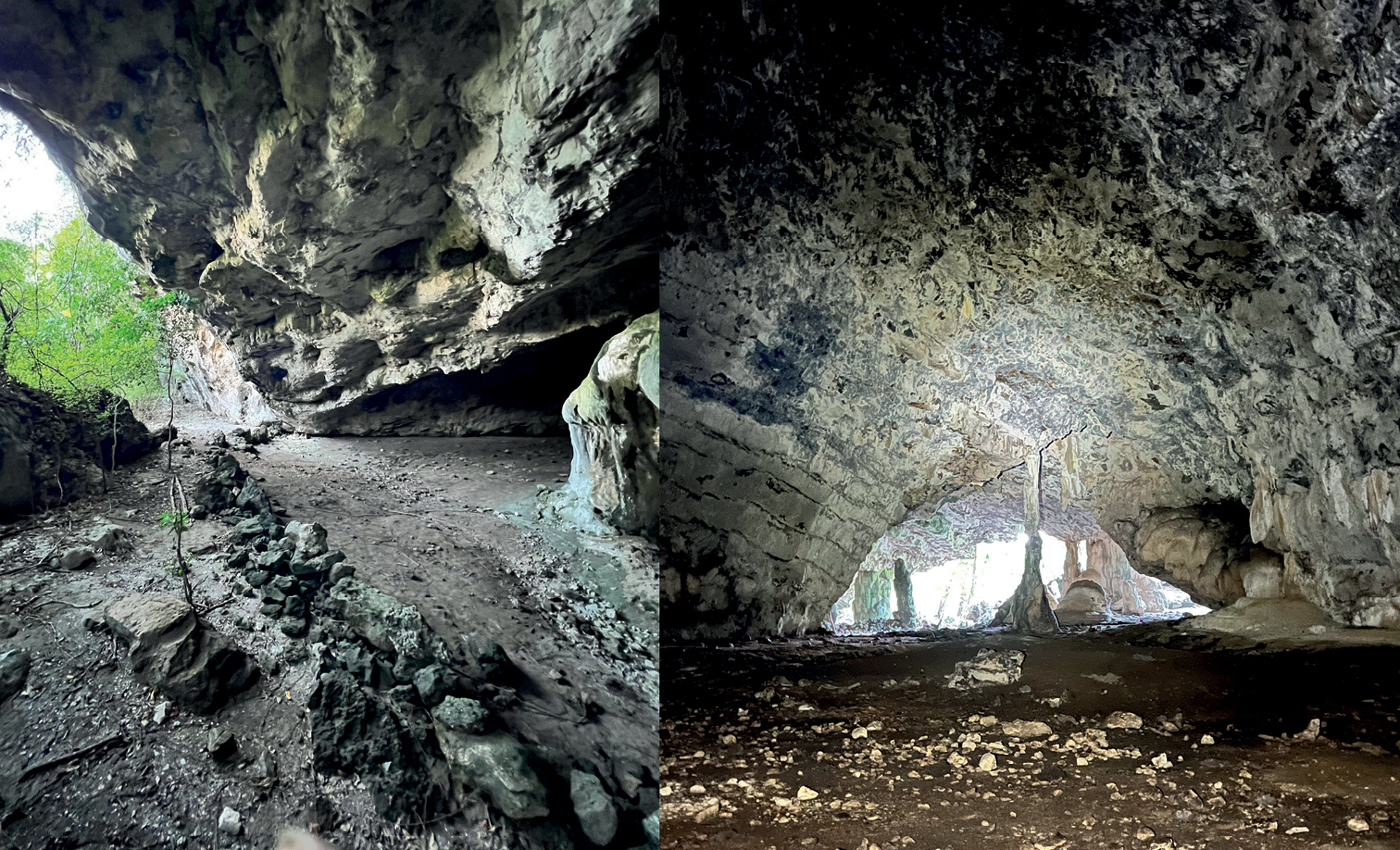
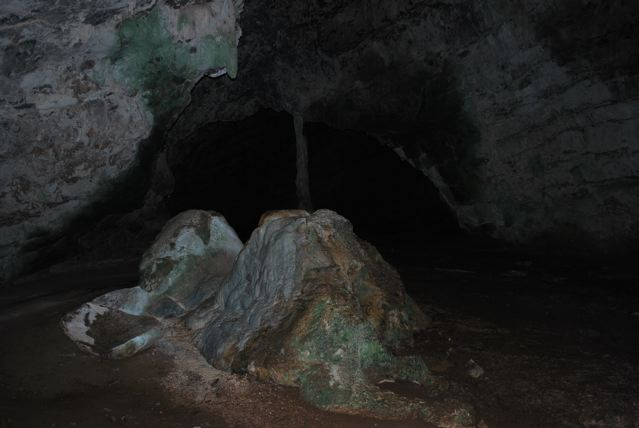

## Fauna
Bei der Höhle leben Westliche Nacktrückenflughunde (Dobsonia peronii peronii). Neben der Höhle Napana Wei ist Lene Hara der zweite Ort, an dem man den 2023 erstmals beschriebenen Cyrtodactylus santana fand, eine Bogenfingergecko-Art.

## Archäologische Funde

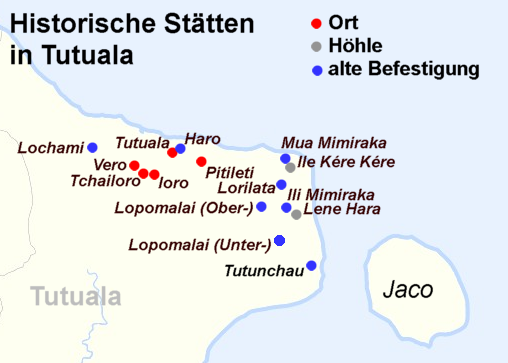
Historische Stätten um Tutuala

Die Höhle wurde 1963 erstmals vom portugiesischen Anthropologen António de Almeida erforscht. Seit den 1990er Jahren untersuchte Sue O’Connor von der Australian National University Lene Hara und den nördlich gelegenen Kalksteinüberhang Ile Kére Kére. Sie konnte Besiedlungen bis in die Zeit von vor etwa 43.000 bis 41.000 Jahren zurück nachweisen (Stand 2017).
Im linken Teil (bei Blick in die Höhle) entdeckte man in bis zu einer Tiefe von 0,25 m Tonscherben, Steinartefakte, Schalen von Meeresmuscheln und Knochen fand man aber durchweg. Die Schichten nah der Oberfläche wurden auf das Holozän datiert, die Bestimmung des Alters des große Teil der 0,8 m tiefen Grabung erbrachte aber ein Alter zwischen 34.000 und 39.000 Jahre. Material aus einer Grabung im Zentrum der Höhle brachte ähnliche Funde. Die meisten Sedimente dort datierte man auf 21.000 bis 30.000 Jahre. Zwei Grabungen am rechten Rand brachten im Gegensatz dazu nur Material aus dem Holozän. Unter dem Rand einer großen Speläothem-Säule entdeckte man Fundstücke, die vom Gestein umschlossen waren. Die Untersuchung ergab ein Alter von 41.000 bis 43.000 Jahren.

## Malereien und Gravuren

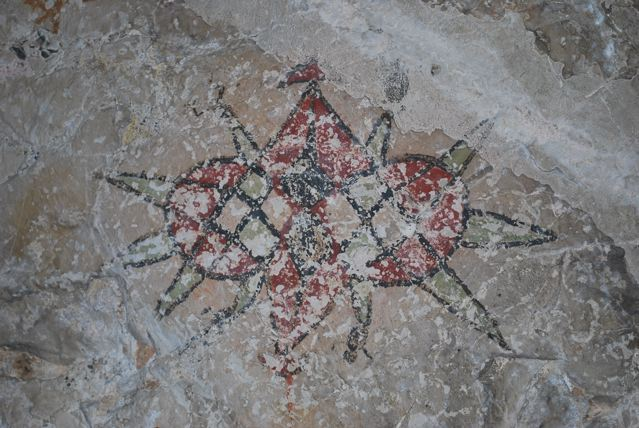
Eine der geometrischen Zeichnungen in der Höhle

In Lene Hara finden sich vor allem im Eingangsbereich Höhlenmalereien, so an der südwestlichen Wand oder in der Nähe, an der Decke, zehn Meter vom Eingang entfernt. Einige befinden sich auch auf der großen (südlichen) Stalagmit-Säule. Sie können größtenteils der „austronesischen Maltradition“ (Austronesian Painting Tradition APT) zugerechnet werden. Meistens wurden rote und schwarze Pigmente verwendet, ein Bild enthält auch grüne Elemente. Unter den Malereien finden sich Darstellungen von Booten oder Tieren, wie Vögeln, Fischen in Röntgenstil („x-ray fish“) und Flughunden. Dazu gibt es anthropomorphe und zoomorphe Figuren. Andere Bilder bestehen nur aus Linien, geometrischen Formen, strahlenumkranzten Sonnen/Sternen und Kreisen. Die Datierung einer Calcit-Schicht nahe einem Bild ergab ein Alter von etwa 6300 Jahren, was die Zuordnung zur APT bestätigen würde. Gesichert war die Altersbestimmung des Bildes selbst damit aber nicht.
2009 fand man in Lene Hara Gesichter, die in den Stein graviert waren und auf ein Alter von 10.200 bis 12.500 Jahren geschätzt werden. Drei dieser Petroglyphen befinden sich in Richtung Höhleninneres gerichtet an der teilweise eingestürzten Säule am Eingang, zwei weitere an der nördlichen Säule.

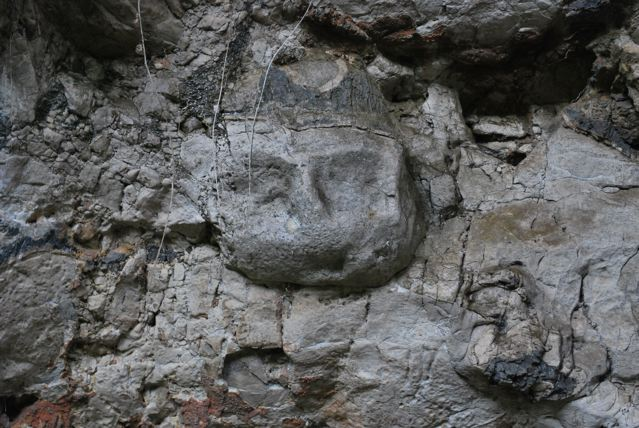
Eines der Steingesichter

2020 wurde von 16 neuentdeckten Bildern von Handumrissen in Lena Hara berichtet, von denen sich elf an der Süd- und vier an der Nordwand, maximal 20 Meter vom Eingang befinden. Zuvor waren bereits zwei solche Bilder an der großen südlichen Säule bekannt. Die Künstler hatten einen roten Farbstoff über ihre an die Wand gepressten Hände gepustet. Die Handumrisse weichen deutlich ab von den jüngeren Tier- und geometrischen Motiven aus dem Holozän. Keiner liegt höher als 2,2 Meter vom Boden. Dort befindet sich auch der letzte Umriss. Die Umrisse an der Säule erreicht man leicht, wenn man ihr hochklettert. Acht der 18 Umrisse wurden als linke Hände identifiziert, sieben als rechte Hände; bei drei Umrissen konnte man keine Aussage machen. Nur bei zwei Bildern kann man Teile der Unterarme erkennen. Die Handumrisse befindet sich auf einer Gips-basierten Mineralkruste, die auf dem Kalkstein liegt. Die Bilder sind durch Umwelteinflüsse stark beschädigt, aber erkennbar. An acht weiteren Stellen (sechs an der Südwand, zwei an der Nordwand) könnte es Handumrisse gegeben haben; das lassen Pigmentspritzer und Kanten vermuten. Da hier die Mineralkruste bereits zu stark beschädigt ist, kann man aber nichts mehr genaueres erkennen. Da es in der Höhle viele Fragmente mit roten Farbflecken gibt, könnte die ursprüngliche Zahl der Handumrisse noch viel größer gewesen sein.

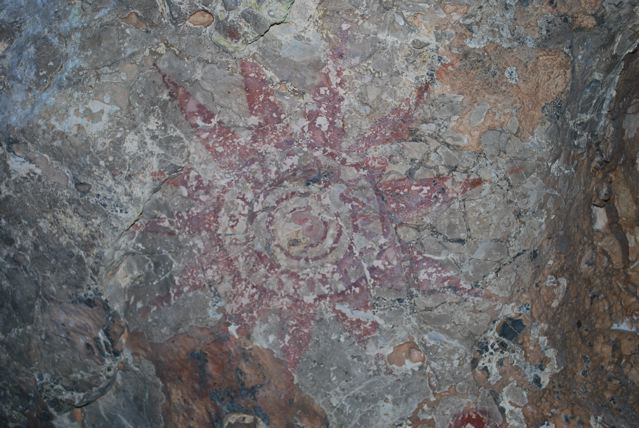
Ein Stern- oder Sonnenmotiv

Die Altersbestimmung gestaltete sich schwer. Allerdings halfen Überlagerungen. So ist ein Handumriss teilweise von einem Sonnen- oder Sternmotiv übermalt, das der APT zugerechnet wird. Zudem ist der Sonnenstern sowohl auf der Mineralkruste, als auch auf dem Grundgestein gemalt, so dass die Verwitterung zuvor stattgefunden haben muss. Als einzige sind die zwei schon zuvor bekannten Handumrisse auf der Mineralschicht und dem Grundgestein angebracht. Daneben liegende, verblasste geometrische Motive überlagern sie nicht. Daher werden diese als jünger eingeschätzt, als jene, die nur auf der Mineralkruste liegen. Ein Stern-/Sonnenmotiv überdeckt einen Farbfleck, der dem Pigment der Handumrisse ähnelt. Die Wissenschaftler kommen daher zu dem Schluss, dass die Handumrisse aus dem frühen bis mittleren Holozän oder aus dem Pleistozän stammen. Ockerfarbene Artefakte und ockerfarbene Fragmente von anderen Orten in Osttimor belegen die Verwendung des roten Pigments seit etwa 42.000 Jahren. In Lene Hara selbst fand sich ein Ockerstück mit 33.000 bis 35.000 Jahre alten Kratz- und Schleifspuren, was auf die Herstellung der flüssigen roten Farbe hinweist, die auch für die Handumrisse verwendet wurde.
Nur die beiden ersten bekannten Umrisse und der am nächsten zum Eingang gelegene an der Südwand zeigen Bezüge zur APT. Auch befinden sich die meisten Handumrisse tiefer in der Höhle, als die typischen APT-Bilder. Ebensolche Handumrisse finden sich auch auf benachbarten Inseln und in Australien, weswegen die Theorie der Besiedlung Australiens über Timor weiter gestützt wird. Zuvor fand man nur auf der nördlichen Route über Sulawesi Felsbilder diesen Alters.

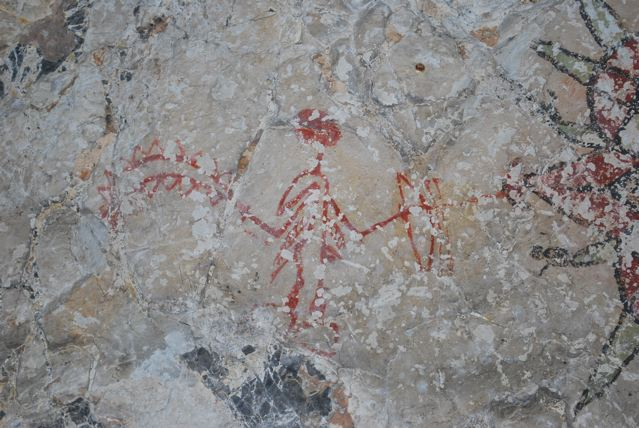
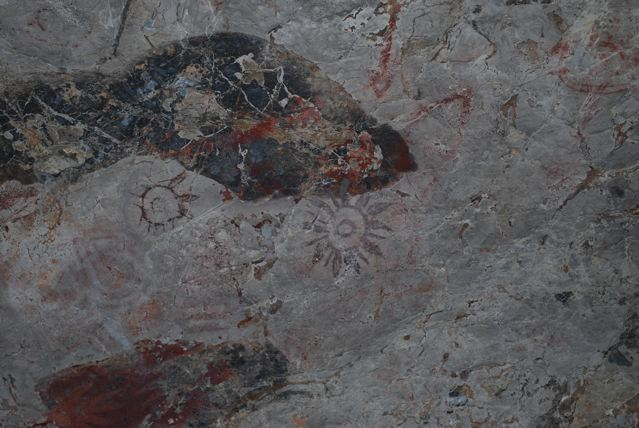
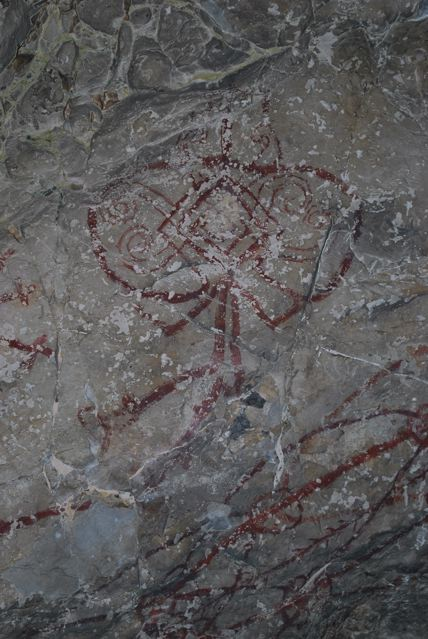